# Ctenomys fulvus robustus
El tucotuco del Tamarugal (Ctenomys fulvus robustus) es una de las subespecies en que se divide la especie Ctenomys fulvus. Habita en el noroeste del Cono Sur de Sudamérica.

## Taxonomía
Este taxón fue descrito originalmente en el año 1896 por el sabio y naturalista radicado en Chile, Philippi, como suna especie plena. En el año 1978, G. Mann lo combina subespecíficamente con Ctenomys fulvus.
Se diferencia de la subespecie típica por su mayor tamaño, el que ronda los 350 mm.
Localidad tipo
La localidad tipo referida es: “Provincia de Tarapacá, cerca de Pica, en los lugares llamados ‘canchones’, Chile”. Canchones es un área abierta entre Noria y Pica (20°15′S 69°20′W).

## Distribución geográfica y hábitat
Ctenomys fulvus robustus es una subespecie endémica del norte de Chile. Se distribuye sobre los 2700 m s. n. m., en el oasis de Pica, perteneciente a la Provincia del Tamarugal, Región de Tarapacá, norte de Chile.